# 12994 Pitufo
A 12994 Pitufo (ideiglenes jelöléssel (12994) 1981 ET27) a Naprendszer kisbolygóövében található aszteroida. Schelte J. Bus fedezte fel 1981. március 2-án.

## Kapcsolódó szócikk
- Kisbolygók listája (12501–13000)